# Bulgária az 1948. évi téli olimpiai játékokon
Bulgária a svájci St. Moritzban megrendezett 1948. évi téli olimpiai játékok egyik részt vevő nemzete volt. Az országot az olimpián 3 sportágban 4 sportoló képviselte, akik érmet nem szereztek.

## Alpesisí
Férfi
| Versenyző       | Versenyszám | 1. futam | 1. futam | 2. futam | 2. futam | Összesítés | Összesítés |
| Versenyző       | Versenyszám | Idő      | Hely.    | Idő      | Hely.    | Idő        | Helyezés   |
| --------------- | ----------- | -------- | -------- | -------- | -------- | ---------- | ---------- |
| Dimitar Drazsev | Lesiklás    |          |          |          |          | 4:07,1     | 82.        |
| Dimitar Drazsev | Műlesiklás  | 1:33,1   | 45.      | 1:20,9   | 44.      | 2:54,0     | 44.        |
| David Madzsar   | Lesiklás    |          |          |          |          | 3:45,3     | 62.        |
| David Madzsar   | Műlesiklás  | 1:38,7   | 49.      | 1:19,6   | 40.      | 2:58,3     | 47.        |

| Versenyző       | Versenyszám | Lesiklás | Lesiklás | Lesiklás | Műlesiklás | Műlesiklás | Műlesiklás | Műlesiklás | Műlesiklás | Műlesiklás | Műlesiklás | Összesítés | Összesítés |
| Versenyző       | Versenyszám | Lesiklás | Lesiklás | Lesiklás | 1. futam   | 1. futam   | 2. futam   | 2. futam   | Össz.      | Össz.      | Össz.      | Összesítés | Összesítés |
| Versenyző       | Versenyszám | Idő      | Pont     | Hely.    | Idő        | Hely.      | Idő        | Hely.      | Idő        | Pont       | Hely.      | Pont       | Helyezés   |
| --------------- | ----------- | -------- | -------- | -------- | ---------- | ---------- | ---------- | ---------- | ---------- | ---------- | ---------- | ---------- | ---------- |
| Dimitar Drazsev | Összetett   | 4:07,1   | 39,83    | 62.      | 1:49,0     | 59.        | 1:24,7     | 51.        | 3:13,7     | 25,94      | 56.        | 65,77      | 55.        |
| David Madzsar   | Összetett   | 3:45,3   | 27,92    | 47.      | 1:38,9     | 44.        | 1:18,5     | 34.        | 2:57,4     | 18,75      | 42.        | 46,67      | 44.        |

## Északi összetett
| Versenyző    | Sífutás | Sífutás | Sífutás | Síugrás  | Síugrás  | Síugrás  | Síugrás | Síugrás | Összesítés | Összesítés |
| Versenyző    | Sífutás | Sífutás | Sífutás | 1. ugrás | 2. ugrás | 3. ugrás | Össz.   | Össz.   | Összesítés | Összesítés |
| Versenyző    | Idő     | Pont    | Hely.   | Távolság | Távolság | Távolság | Pont    | Hely.   | Pont       | Helyezés   |
| ------------ | ------- | ------- | ------- | -------- | -------- | -------- | ------- | ------- | ---------- | ---------- |
| Nikola Delev | 1:43:29 | 105,0   | 38.     | (42,0)~  | 45,0     | 48,0     | 157,1   | 38.     | 262,10     | 38.        |

~ - az ugrás során elesett

## Sífutás
| Versenyző     | Versenyszám | Eredmény      | Helyezés      |
| ------------- | ----------- | ------------- | ------------- |
| Georgi Dojkov | 18 km       | nem ért célba | nem ért célba |
| Nikola Delev  | 18 km       | 1:43:29       | 80.           |